# جون أريكسون (لاعب هوكي الجليد)
جون أريكسون (بالسويدية: Johan Eriksson)‏ هو لاعب هوكي الجليد سويدي، ولد في 28 مايو 1993 في السويد.

## وصلات خارجية
- يوحنا أريكسون على موقع EliteProspects.com (الإنجليزية)
- يوحنا أريكسون على موقع HockeyDB.com (الإنجليزية)